# Bojayá
Bojayá é um município da Colômbia, localizado no departamento de Chocó.